# Antonio Barreto
Antonio Barreto (* im 18. Jahrhundert, † im 18. oder 19. Jahrhundert) war von Januar oder Juni bis August 1784 Gouverneur der damals spanischen Kolonie Trinidad.

## Leben
Barreto war militärischer Kommandant der Provinz Guayana, als er im Januar oder Juni 1784 vom Gouverneur des übergeordneten Generalkapitanats Venezuela in Caracas, Francisco Saavedra, zum Interimsgouverneur der Provinz Trinidad ernannt wurde. Der vorherige Gouverneur Trinidads, Juan Francisco Machado, seinerseits nur ein Interimsgouverneur nach dem Tod von Martín de Salaverría, war von Saavedra entlassen worden. In Madrid war mit José María Chacón längst ein neuer Gouverneur bestimmt worden, der aber zunächst seine Angelegenheiten ordnen und anreisen musste, so dass ein Interimsgouverneur benötigt wurde. Er regierte bis zu Chacóns Ankunft im August 1784.
In Barretos kurze Amtszeit fiel eine Umwälzung, zu der er selbst aber nur durch Fortführung der Amtsgeschäfte seines Vorvorgängers beitrug. Hauptstadt Trinidads war damals San José de Oruña, und die Zivilverwaltung der Kolonie erfolgte zu einem guten Teil durch eine weitgehend autonome Cabildo, deren Sitz im eher abgelegenen San José lag. De Salaverría, der an der Küste in Port of Spain residierte, gelang es erstmals, die Cabildo zu bewegen, ihre regelmäßigen Tagungen in Port of Spain abzuhalten. Barreto behielt dies bei und erhob Port of Spain so zur De-facto-Hauptstadt, was von seinem Nachfolger Chacón nur noch per Gesetz bestätigt werden musste.